# Monodiamesa nigra
Monodiamesa nigra är en tvåvingeart som beskrevs av Lars Zakarias Brundin 1947. Monodiamesa nigra ingår i släktet Monodiamesa och familjen fjädermyggor. Inga underarter finns listade i Catalogue of Life.